# Ceylanpınar
Ceylanpınar este un oraș din Turcia.

## Clima
| Date climatice pentru Ceylanpınar | Date climatice pentru Ceylanpınar | Date climatice pentru Ceylanpınar | Date climatice pentru Ceylanpınar | Date climatice pentru Ceylanpınar | Date climatice pentru Ceylanpınar | Date climatice pentru Ceylanpınar | Date climatice pentru Ceylanpınar | Date climatice pentru Ceylanpınar | Date climatice pentru Ceylanpınar | Date climatice pentru Ceylanpınar | Date climatice pentru Ceylanpınar | Date climatice pentru Ceylanpınar | Date climatice pentru Ceylanpınar |
| Luna                              | Ian                               | Feb                               | Mar                               | Apr                               | Mai                               | Iun                               | Iul                               | Aug                               | Sep                               | Oct                               | Nov                               | Dec                               | Anual                             |
| --------------------------------- | --------------------------------- | --------------------------------- | --------------------------------- | --------------------------------- | --------------------------------- | --------------------------------- | --------------------------------- | --------------------------------- | --------------------------------- | --------------------------------- | --------------------------------- | --------------------------------- | --------------------------------- |
| Maxima medie °C (°F)              | 11 (52)                           | 13 (55)                           | 18 (64)                           | 23 (73)                           | 30 (86)                           | 37 (99)                           | 40 (104)                          | 40 (104)                          | 36 (97)                           | 28 (82)                           | 20 (68)                           | 13 (55)                           | 25,8 (78,4)                       |
| Minima medie °C (°F)              | 0 (32)                            | 1 (34)                            | 4 (39)                            | 8 (46)                            | 12 (54)                           | 17 (63)                           | 20 (68)                           | 19 (66)                           | 15 (59)                           | 10 (50)                           | 4 (39)                            | 1 (34)                            | 9,3 (48,7)                        |
| Precipitații mm (inches)          | 70 (2.76)                         | 66 (2.6)                          | 62 (2.44)                         | 44 (1.73)                         | 22 (0.87)                         | 0 (0)                             | 0 (0)                             | 0 (0)                             | 0 (0)                             | 22 (0.87)                         | 44 (1.73)                         | 69 (2.72)                         | 399 (15,71)                       |
| Nr. de zile cu precipitații       | 12                                | 11                                | 11                                | 10                                | 7                                 | 0                                 | 0                                 | 0                                 | 0                                 | 5                                 | 9                                 | 11                                | 76                                |
| Sursă: Weatherbase                |                                   |                                   |                                   |                                   |                                   |                                   |                                   |                                   |                                   |                                   |                                   |                                   |                                   |